# Diocese de Plasencia
A Diocese de Plasencia (em latim: Dioecesis Placentina in Hispania) é uma diocese da Igreja Católica da Espanha, sediada nas cidades de Plasencia, na província de Cáceres, comunidade autónoma da Estremadura. Faz parte da Arquidiocese de Mérida-Badajoz. Foi fundada em 1189 pelo Papa Clemente III. Em 2022 contava com uma população católica de 242 021 fiéis, sendo 93,7% da população total, e tinha 157 paróquias.

## História
Em 1189 o Papa Clemente III cria a Diocese de Plasencia. Em 1851 a Diocese de Plasencia tem sua província eclesiástica alterada, passando de Santiago de Compostela para Toledo. Em 1958 a diocese ganha parte dos territórios da Diocese de Ávila e de Coria-Cáceres. Ainda em 1958 perde território para a Diocese de Ávila. Em 1994 tem novamente a província eclesiástica alterada, dessa vez passando para Mérida-Badajoz. 

## Território
Na atualidade (2010), a diocese tem jurisdição sobre mais de 10 000 km², cuja população é de 274 156 habitantes e que inclui territórios de três províncias espanholas: 
- Cáceres, onde se encontra a maior parte das paróquias
- Badajoz, com localidades como Don Benito, Guareña, Medellín e Navalvillar de Pela.
- Salamanca, com as localidades de Béjar, Santibáñez de Béjar e Puente del Congosto.[4]

| Nome                  | Paróquias | População | Párocos |
| --------------------- | --------- | --------- | ------- |
| Béjar                 | 14        | 19 399    | 10      |
| Cabezuela del Valle   | 10        | 11 829    | 6       |
| Casatejada            | 16        | 9 123     | 9       |
| Don Benito            | 17        | 46 911    | 16      |
| Fuentes de Béjar      | 16        | 4 407     | 5       |
| Hervás                | 11        | 8 288     | 7       |
| Jaraíz de la Vera     | 12        | 13 829    | 8       |
| Jarandilla de la Vera | 10        | 15 444    | 7       |
| Logrosán              | 11        | 10 547    | 7       |
| Miajadas              | 15        | 18 902    | 9       |
| Mirabel               | 9         | 11 243    | 4       |
| Navalmoral de la Mata | 12        | 31 081    | 12      |
| Navalvillar de Pela   | 11        | 14 873    | 7       |
| Plasencia             | 13        | 38 163    | 18      |
| Trujillo              | 19        | 20 117    | 12      |

## Lista de bispos
A seguir uma lista de bispos desde a criação da diocese em 1189.
|                     | Nome                                         | Período             | Notas                           |
| Bispos de Plasencia | Bispos de Plasencia                          | Bispos de Plasencia | Bispos de Plasencia             |
| ------------------- | -------------------------------------------- | ------------------- | ------------------------------- |
| 81.º                | Ernesto Jesús Brotóns Tena                   | 2022 - atual        |                                 |
| 80.º                | José Luis Retana Gozalo                      | 2017 - 2021         | Nomeado bispo de Ciudad Rodrigo |
| 79.º                | Amadeo Rodríguez Magro                       | 2003 - 2016         | Nomeado bispo de Jaén           |
| 78.º                | Carlos López Hernández                       | 1994 - 2003         | Nomeado bispo de Salamanca      |
| 77.º                | Santiago Martínez Acebes                     | 1988 - 1992         | Nomeado arcebispo de Burgos     |
| 76.º                | Antonio Vilaplana Molina                     | 1976 - 1987         | Nomeado bispo de Leão           |
| 75.º                | Juan Pedro Zarranz y Pueyo                   | 1946 - 1973         | Faleceu no cargo                |
| 74.º                | Feliciano Rocha Pizarro                      | 1935 - 1945         | Faleceu no cargo                |
| 73.º                | Justo Rivas Fernández                        | 1924 - 1930         | Faleceu no cargo                |
| 72.º                | Ángel Regueras y López                       | 1915 - 1923         | Nomeado bispo de Salamanca      |
| 71.º                | Manuel Torres y Torres                       | 1913 - 1914         | Faleceu no cargo                |
| 70.º                | Francisco Jarrín y Moro                      | 1906 - 1912         | Faleceu no cargo                |
| 69.º                | Pedro Casas y Souto                          | 1875 - 1906         | Faleceu no cargo                |
| 68.º                | Gregoria María López y Zaragoza              | 1863 - 1869         | Faleceu no cargo                |
| 67.º                | Bernardo Conde y Corral, O.Prem.             | 1857 - 1863         | Nomeado bispo de Samora         |
| 66.º                | José Ávila Lamas                             | 1853 - 1857         | Nomeado bispo de Ourense        |
| 65.º                | Martino Piña y Giménez                       | 1851 - 1851         | Faleceu no cargo                |
| 64.º                | Cipriano Sánchez Varela                      | 1826 - 1848         | Faleceu no cargo                |
| 63.º                | Antonio Carrillo Mayoral                     | 1815 - 1826         | Faleceu no cargo                |
| 62.º                | Lorenzo Igual de Soria                       | 1803 - 1814         | Faleceu no cargo                |
| 61.º                | José González Laso Santos de San Pedro       | 1766 - 1803         | Faleceu no cargo                |
| 60.º                | Francisco Antonio de Lorenzana y Butrón      | 1765 - 1766         | Nomeado arcebispo do México     |
| 59.º                | Juan Francisco Manrique Lara                 | 1760 - 1765         | Faleceu no cargo                |
| 58.º                | Pedro Gómez de la Torre                      | 1756 - 1759         | Faleceu no cargo                |
| 57.º                | José Ignacio Rodríguez Cornejo               | 1750 - 1755         | Faleceu no cargo                |
| 56.º                | Francisco Antonio Bustamante Jiménez         | 1747 - 1749         | Faleceu no cargo                |
| 55.º                | Plácido Bailés y Padilla, O.S.A.             | 1742 - 1747         | Faleceu no cargo                |
| 54.º                | Pedro Manuel Dávila y Cárdenas               | 1738 - 1742         | Faleceu no cargo                |
| 53.º                | Francisco Laso de la Vega Córdova, O.P.      | 1721 - 1738         | Faleceu no cargo                |
| 52.º                | Juan Montalbán Gómez, O.P.                   | 1720 - 1720         | Faleceu no cargo                |
| 51.º                | Francisco Eustaquio Perea Porras             | 1715 - 1720         | Nomeado arcebispo de Granada    |
| 50.º                | Bartolomé Cernuda Rico y Piñeros             | 1713 - 1715         | Faleceu no cargo                |
| 49.º                | José Gregorio de Rojas y Velázquez           | 1704 - 1709         | Faleceu no cargo                |
| 48.º                | Bartolomé de Ocampo y Mata                   | 1699 - 1703         | Faleceu no cargo                |
| 47.º                | José González Blázquez, O. de M.             | 1695 - 1698         | Faleceu no cargo                |
| 46.º                | Juan de Villacé y Vozmediano                 | 1693 - 1694         | Faleceu no cargo                |
| 45.º                | José Jiménez de Samaniego, O.F.M.            | 1683 - 1692         | Faleceu no cargo                |
| 44.º                | Juan Herrero Jaraba                          | 1681 - 1681         | Faleceu no cargo                |
| 43.º                | Juan Álvarez Osorio                          | 1680 - 1681         | Faleceu no cargo                |
| 42.º                | Juan Lozano, O.S.A.                          | 1677 - 1679         | Faleceu no cargo                |
| 41.º                | Diego Sarmiento Valladares                   | 1668 - 1677         | Renunciou                       |
| 40.º                | Diego Riquelme y Quirós                      | 1665 - 1668         | Faleceu no cargo                |
| 39.º                | Alfonso Enríquez de Santo Tomás, O.P.        | 1664 - 1664         | Nomeado bispo de Málaga         |
| 38.º                | Luis Crespi y Borja, C.O.                    | 1658 - 1663         | Faleceu no cargo                |
| 37.º                | Francisco Guerra, O.F.M.                     | 1656- 1657          | Faleceu no cargo                |
| 36.º                | Juan Coello Ribera y Sandoval                | 1652 - 1655         | Faleceu no cargo                |
| 35.º                | Diego Arce Reinoso                           | 1640 - 1652         | Renunciou                       |
| 34.º                | Plácido Pacheco de Haro, O.S.B.              | 1633 - 1639         | Faleceu no cargo                |
| 33.º                | Cristóbal de Lobera y Torres                 | 1630 - 1632         | Faleceu no cargo                |
| 32.º                | Francisco Hurtado de Mendoza y Ribera        | 1627 - 1630         | Renunciou                       |
| 31.º                | Sancho Dávila y Toledo                       | 1622 - 1626         | Faleceu no cargo                |
| 30.º                | Enrique Enríquez de Almansa Manrique, O.S.A. | 1610 - 1622         | Faleceu no cargo                |
| 29.º                | Pedro González Acevedo                       | 1594 - 1609         | Faleceu no cargo                |
| 28.º                | Juan Ochoa Salazar                           | 1587 - 1594         | Faleceu no cargo                |
| 27.º                | Andrés de Noronha                            | 1581 - 1586         | Faleceu no cargo                |
| 26.º                | Francisco Tello Sandoval                     | 1578 - 1580         | Faleceu no cargo                |
| 25.º                | Martín de Córdoba Mendoza, O.P.              | 1574 - 1578         | Nomeado bispo de Córdova        |
| 24.º                | Pedro Ponce de Léon                          | 1560 - 1573         | Faleceu no cargo                |
| 23.º                | Gutierre Vargas de Carvajal                  | 1524 - 1559         | Faleceu no cargo                |
| 22.º                | Bernardino López de Carvajal y Sande         | 1521 - 1523         | Faleceu no cargo                |
| 21.º                | Gómez de Toledo Solís                        | 1508 - 1521         | Faleceu no cargo                |
| 20.º                | Gutierre Álvarez de Toledo                   | 1496 - 1506         | Faleceu no cargo                |
| 19.º                | Rodrigo de Crisa Ávila                       | 1470 - 1492         | Faleceu no cargo                |
| 18.º                | Juan Carvajal                                | 1446 - 1469         | Faleceu no cargo                |
| 17.º                | Gonzalo de Santa Maria                       | 1423 - 1446         | Nomeado bispo de Sigüenza       |
| 16.º                | Diego Badán, O.F.M.                          | 1422 - 1423         | Renunciou                       |
| 15.º                | Gonzalo de Zúñiga                            | 1415 - 1422         | Nomeado bispo de Jaén           |
| 14.º                | Vicente Arias Balboa                         | 1403 - 1414         | Faleceu no cargo                |
| 13.º                | Pedro Martínez                               | 1375 - 1401         | Faleceu no cargo                |
| 12.º                | Martín                                       | 1374 - 1375         | Nomeado bispo de Ourense        |
| 11.º                | Pedro de Manso                               | 1372 - 1373         | Faleceu no cargo                |
| 10.º                | Juan Guerra, O.P.                            | 1364 - 1372         | Faleceu no cargo                |
| 9.º                 | Nicolás                                      | 1356 - 1362         | Faleceu no cargo                |
| 8.º                 | Sancho                                       | 1344 - 1355         | Faleceu no cargo                |
| 7.º                 | Benito                                       | 1340 - 1343         | Faleceu no cargo                |
| 6.º                 | Jimeno                                       | 1330 - 1332         | Faleceu no cargo                |
| 5.º                 | Juan de Saavedra                             | 1329 - 1330         | Nomeado bispo de Palência       |
| 4.º                 | Domingo                                      | 1295 - 1326         | Faleceu no cargo                |
| 3.º                 | Adán Perez de Cuenca                         | 1232 - 1262         | Faleceu no cargo                |
| 2.º                 | Domingo                                      | 1212 - 1232         | Faleceu no cargo                |
| 1.º                 | Bricio                                       | 1190 - 1212         | Faleceu no cargo                |

## Estatísticas
No final de 2004 havia 266 724 batizados numa população total de 272 654, ou seja 97,8% do total.

| ano  | população | população | população | sacerdotes | sacerdotes    | sacerdotes    | sacerdotes              | religiosos     | religiosos    | paróquias |
| ano  | batizados | total     | %         | total      | clero secular | clero regular | batizados por sacerdote | sexo masculino | sexo femenino | paróquias |
| ---- | --------- | --------- | --------- | ---------- | ------------- | ------------- | ----------------------- | -------------- | ------------- | --------- |
| 1950 | 334 000   | 335 000   | 99,7      | 225        | 200           | 25            | 1 484                   | 45             | 450           | 168       |
| 1970 | 325 000   | 325 000   | 100,0     | 307        | 261           | 46            | 1 058                   | 111            | 665           | 166       |
| 1976 | 310 000   | 310 000   | 100,0     | 228        | 188           | 40            | 1 359                   | 70             | 532           | 204       |
| 1990 | 268 000   | 273 100   | 98,1      | 200        | 170           | 30            | 1 340                   | 49             | 466           | 201       |
| 1999 | 271 646   | 273 687   | 99,3      | 201        | 170           | 31            | 1 351                   | 44             | 416           | 201       |
| 2000 | 270 915   | 271 720   | 99,7      | 210        | 166           | 44            | 1 290                   | 56             | 419           | 201       |
| 2001 | 271 026   | 274 644   | 98,7      | 189        | 158           | 31            | 1 434                   | 51             | 406           | 201       |
| 2002 | 270 494   | 274 561   | 98,5      | 204        | 173           | 31            | 1 325                   | 48             | 433           | 201       |
| 2003 | 270 463   | 275 793   | 98,1      | 180        | 172           | 8             | 1 502                   | 27             | 435           | 201       |
| 2004 | 266 724   | 272 654   | 97,8      | 179        | 171           | 8             | 1 490                   | 38             | 408           | 201       |